# Jim Shooter
Jim Shooter (Pittsburgh, 27 de setembro de 1951 – 30 de junho de 2025) foi um argumentista e editor de banda desenhada estadunidense.

## Vida e obra
Antes da venda das suas primeiras histórias para a DC Comics, o adolescente Shooter planeava cursar Física ou outro curso científico na faculdade.
No entanto, aos 12 anos, começou a corresponder-se com Mort Weisinger, editor da DC Comics, tendo enviado esboços de histórias e capas, o qual se tornou seu protector, desconhecendo inicialmente a idade de Shooter.
Aos 13 anos, Shooter tinha vendido uma história da Super-moça e outra, em duas partes, da Legião dos Super-Heróis. Em 1966, Weisinger levou-o a Nova Iorque, para conhecer a sede da DC Comics. Nos anos que se seguiram, escreveu inúmeros argumentos para a DC, entre os quais, uma série de histórias para a Legião que os especialistas consideram memorável.
Em 1975, Shooter foi convidado pelo editor-chefe da Marvel Comics, Marv Wolfman, para ocupar o cargo editorial vago por Chris Claremont. Nessa altura, os argumentos estavam a ser enviados directamente para os responsáveis pela arte, sem a aprovação prévia dos editores, sendo algumas revistas só visualizadas por aqueles depois de arte-finalizadas, coloridas e com as letras colocadas. Como director assistente, Shooter começou a devolver os argumentos aos escritores para que aqueles fizessem alterações menores ou os reescrevessem na totalidade, exigindo, por vezes, também alterações de arte.
Em Dezembro de 1977, Shooter foi convidado a ocupar o lugar do editor-chefe Archie Goodwin, tornando-se o editor-chefe mais jovem da Marvel. Tal decisão sido anunciada por Stan Lee no jantar de Natal da empresa. Shooter criou uma equipa com mais dois editores e alguns argumentistas-editores, em oposição ao antigo sistema editorial de um editor para todas as revistas. Colocou Goodwin a comandar a nova linha Epic Comics por si lançada, com total liberdade para os seus autores, colaborando também na criação de um programa de royalties para os criadores, copiado do da DC, no qual os autores tinham a hipótese de receber mais dinheiro se a revista vendesse bastante, bem como pela criação de novos personagens. Lançou ainda revistas exclusivas em lojas de banda desenhada, como Dazzler e Marvel Fanfare. Inclusivamente, no primeiro número desta revista escreveu uma carta aberta a Lee, homenageando esse fundador da Marvel.
Shooter foi editor-chefe da Marvel entre 1978 e 1987, tendo contratado autores talentosos, como Frank Miller na revista Demolidor, John Byrne em X-Men e Quarteto Fantástico, Walt Simonson em Thor.
Apesar de muitos acreditarem que Shooter salvou a empresa da falência certa, não foi um editor popular devido às discussões acesas que tinha com os autores das histórias, com os seus colegas relativamente a métodos de edição ou com a directoria devido a pagamento de royalties aos autores.
Shooter foi responsável pela alteração do argumento de algumas histórias, como o final d'A Saga da Fênix Negra, criada por Chris Claremont e John Byrne, em Uncanny X-Men #135-137 (publicada no Brasil no #7 da 1ª série da revista Grandes Heróis Marvel da Editora Abril). Os autores não tinham planejado matar Jean Grey, algo que foi decidido após Shooter não achar apropriado, em termos morais ou dramáticos, o final inicialmente apresentado.
Outro exemplo foi o final da saga que mostrava a batalha de Tony Stark (Homem de Ferro) contra o alcoolismo em Iron Man #121 a 128 (publicada no Brasil em Heróis da TV #69-76 pela Abril), desenhada por Bob Layton. Descontente com o final sem consequências apresentado por David Michelinie, pediu-lhe que o alterasse, narrando a reabilitação com os efeitos da desintoxicação no personagem. Tal abordagem conquistou os críticos.
Em 1982, Shooter lançou a linha de graphic novels da Marvel, a qual incluiu vários títulos aclamados pela crítica como A Morte do Capitão Marvel ou X-Men: Deus Ama, o Homem Mata.
No mesmo ano, Shooter concordou com o lançamento do aguardado crossover dos Vingadores com a Liga da Justiça, em parceria com a DC. No entanto, não gostou do argumento e não permitiu que George Pérez começasse a desenhar a história até que fosse apresentado um novo argumento. Pérez desenhou cerca de uma vintena de páginas antes que lhe ordenassem que parasse. Mais de quatro meses depois do início do projecto, as partes desentenderam-se e o projecto foi arquivado, com duras críticas de Wolfman, o terceiro argumentista escalado, a Shooter. Este publicou uma explicação de 4 páginas na revista Marvel Age, narrando os altos e baixos do projecto e publicando os memorandos trocados entre a Marvel e a DC.
Em 1984, com argumento de Shooter e desenhos de Mike Zeck e Bob Layton, a maxissérie de 12 edições Guerras Secretas apresentava a quase totalidade dos principais personagens do Universo Marvel. Este crossover estendia-se praticamente por todas as revistas da editora, tendo ramificações que persuram até à actualidade. Foi também uma importante manobra de marketing, tendo sido lançada uma linha de bonecos baseados nesta saga.
Em 1986, Shooter concebeu com outros autores um Novo Universo como forma de comemorar os 25º aniversário da Marvel. No entanto, este viria a ser cancelado três anos depois, devido às baixas vendas.
No final de 1986, quando a Marvel foi vendida à New World Pictures, os executivos deixaram de pagar royalties retroactivamente. Após um pedido de demissão de Shooter, a Marvel realizou um acordo no qual pagariam os referidos royalties e Shooter teria mais poderes como editor-chefe, comandando a editora sem interferências. No entanto, após a conclusão da negociação da venda à New World, no dia 5 de Janeiro de 1987, o Presidente da Marvel Jim Galton recusou-se a cumprir tais condições, pelo que Shooter escreveu um manifesto de desagravo que enviou para o novo dono da empresa, tendo sido despedido.
Alguns anos mais tarde, Shooter tentou comprar a Marvel com um grupo de parceiros, mas a negociação não foi levada à termo.
Em 1989, com um grupo distinto de parceiros, fundou a Valiant Comics, que se tornou a terceira editora de banda desenhada mais bem sucedida nos EUA. Shooter revitalizou personagens da década de 1960, como Magnus: Robot Fighter. Solar, The Man of the Atom #0, de Shooter, foi considerado uma das melhores 10 bandas desenhadas dos anos 1990 pela revista norte-americana Wizard #127. A Valiant capitalizou com o boom norte-americano da banda desenhada dos anos 1990, tendo, no entanto, Shooter sido despedido dois anos depois por não desejar vender a empresa.
Nos anos 1990 do século XX, Shooter fundou ainda a Defiant Comics e a Broadway Comics, sediadas em Nova Iorque, mas ambas acabaram por serem encerradas.
Foi convidado pela Marvel a realizar uma sequência da sua história A Saga de Korvac dos Vingadores (publicada no Brasil nos Heróis da TV #86-89 e #14 da 1ª série dos Grandes Heróis Marvel, pela Abril), a qual considerou, tendo acabado por recusar.
Shooter continua a realizar trabalhos esporádicos na banda desenhada, embora devote a maioria do seu tempo a projectos de outras áreas. São exemplos histórias curtas para a imprensa, como uma história curta de Galáctica para a Realm Press, em 1999.

## Morte
Shooter morreu de câncer de esôfago em 30 de junho de 2025.